# 26508 Jimmylin
26508 Jimmylin è un asteroide della fascia principale. Scoperto nel 2000, presenta un'orbita caratterizzata da un semiasse maggiore pari a 2,3861612 UA e da un'eccentricità di 0,1764025, inclinata di 1,44433° rispetto all'eclittica.